# Innerthal
Innerthal és un municipi del cantó de Schwyz, situat al districte de March.

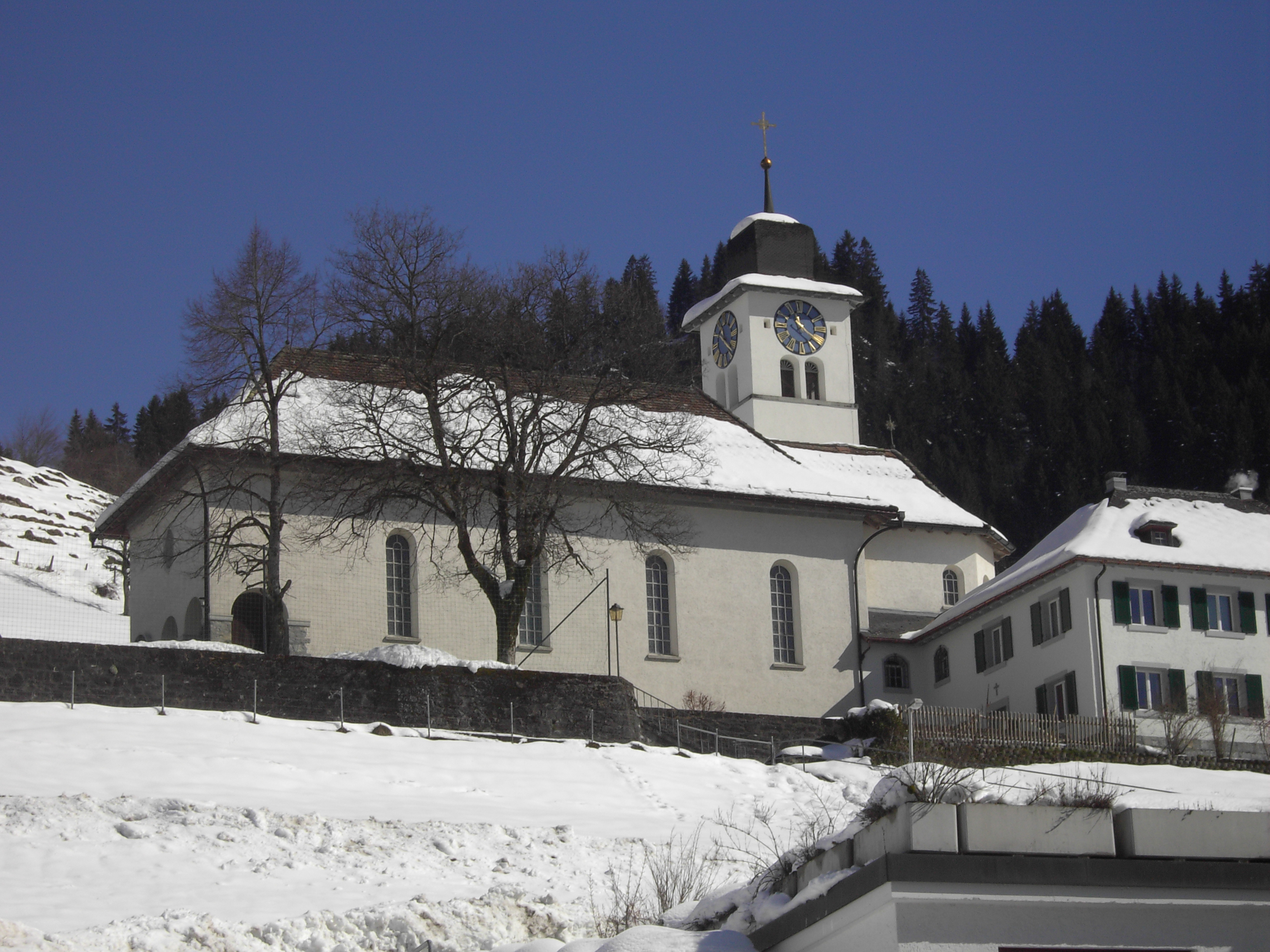
Església a l'hivern